# Paul Langevin
Paul Langevin (ngày 23 tháng 1 năm 1872 - 19 tháng 12 năm 1946) là một người Pháp, nhà vật lý, người đã phát triển động lực học Langevin và phương trình Langevin. Ông là một trong những người sáng lập Ủy ban Cảnh giác của Trí thức Chống Phát xít, một tổ chức chống phát xít được thành lập sau cuộc bạo loạn ngày 6 tháng 2 năm 1934. Là một người công khai chống lại chủ nghĩa phát xít trong những năm 1930, ông đã bị bắt và bị quản thúc bởi Chính phủ Vichy trong phần lớn thời gian Chiến tranh thế giới thứ hai. Langevin cũng là chủ tịch của Liên đoàn Nhân quyền (LDH) từ năm 1944 đến năm 1946, ông vừa gia nhập Đảng Cộng sản Pháp.
Ông là nghiên cứu sinh tiến sĩ của Pierre Curie và sau này là người tình của Marie Curie góa chồng. Ông cũng được biết đến với hai bằng sáng chế của Hoa Kỳ với Constantin Chilowsky vào năm 1916 và 1917 liên quan đến việc phát hiện tàu ngầm bằng sóng siêu âm.  Ông được chôn cất tại Điện Panthéon.

## Nội dung
1. Đời sống
2. Phát hiện tàu ngầm

## Đời sống
Langevin sinh ra ở Paris, và học tại École de Physique et Chimie và École normale supérieure. Sau đó, ông đến Đại học Cambridge và nghiên cứu trong Phòng thí nghiệm Cavendish dưới sự chỉ đạo của JJ Thomson. Langevin trở lại Sorbonne và lấy bằng Tiến sĩ từ Pierre Curie vào năm 1902. Năm 1904, ông trở thành Giáo sư Vật lý tại Collège de France. Năm 1926, ông trở thành giám đốc của École de Physique et Chimie (sau này trở thành École supérieure deosystem et de chimie Industrialrielles de la Ville de Paris, ESPCI ParisTech), nơi ông đã được đào tạo. Năm 1934, ông được bầu vào Académie des sciences.

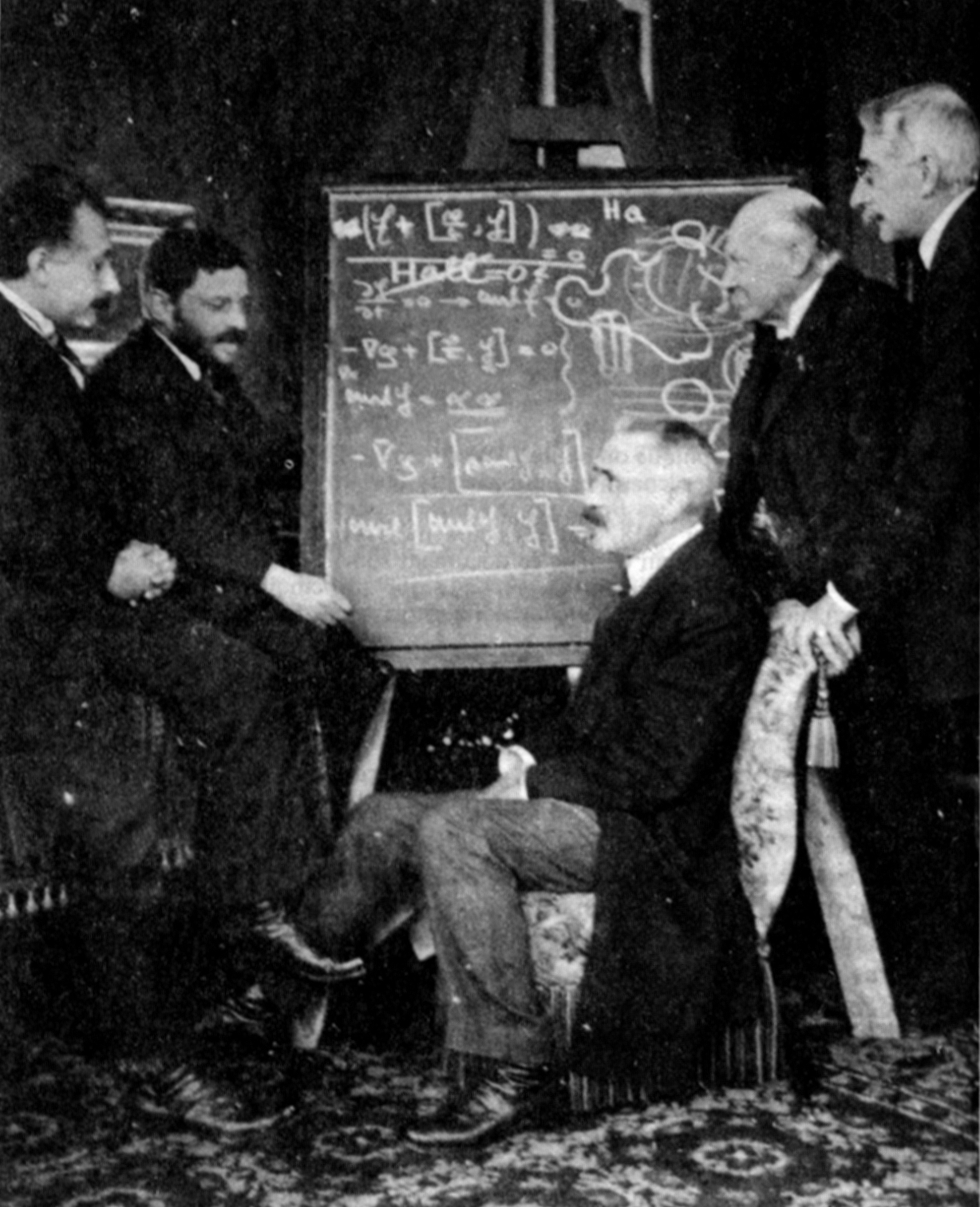
Albert Einstein, Paul Ehrenfest, Paul Langevin, Heike Kamerlingh Onnes, và Pierre Weiss tại nhà của Ehrenfest ở Leiden

Langevin được chú ý nhờ công trình nghiên cứu thuận từ và nghịch từ, đồng thời đưa ra cách giải thích hiện đại của hiện tượng này dưới dạng quay của các electron trong nguyên tử.   Công trình nổi tiếng nhất của ông là sử dụng siêu âm bằng hiệu ứng áp điện của Pierre Curie. Trong Chiến tranh thế giới thứ nhất, ông bắt đầu nghiên cứu việc sử dụng những âm thanh này để phát hiện tàu ngầm thông qua vị trí tiếng vọng.  Tuy nhiên, chiến tranh đã kết thúc vào thời điểm nó đi vào hoạt động. Trong sự nghiệp của mình, Paul Langevin cũng đã truyền bá thuyết tương đối trong giới học thuật ở Pháp và tạo ra cái mà ngày nay được gọi là nghịch lý song sinh.
Năm 1898, ông kết hôn với Emma Jeanne Desfosses, và họ có với nhau 4 người con, Jean, André, Madeleine và Hélène.
Năm 1910, ông được cho là có quan hệ tình cảm với Marie Curie góa chồng lúc bấy giờ;  Vài thập kỷ sau, các cháu của họ, cháu nội Michel Langevin của Paul Langevin và cháu gái Hélène Langevin-Joliot của Marie Curie kết hôn với nhau. Ông cũng được ghi nhận là một người phản đối thẳng thắn chủ nghĩa phát xít, và đã bị chính phủ Vichy cách chức sau khi Đức Quốc xã chiếm đóng đất nước. Sau đó ông được phục hồi chức vụ vào năm 1944. Ông mất tại Paris năm 1946, hai năm sau khi Giải phóng Paris. Ông được chôn cất gần một số nhà khoa học Pháp nổi tiếng khác trong Panthéon ở Paris.
Năm 1933, ông có một con trai với nhà vật lý Eliane Montel (1898-1992), Paul-Gilbert Langevin, người đã trở thành một nhà âm nhạc học nổi tiếng.
Con gái của ông, Hélène Solomon-Langevin, bị bắt vì hoạt động Kháng chiến và sống sót sau một số trại tập trung. Cô đi cùng đoàn xe gồm các nữ tù nhân chính trị với Marie-Claude Vaillant-Couturier và Charlotte Delbo.

Những người tiên phong trong việc phát triển và ứng dụng đầu dò áp điện cho mục tiêu phát hiện tàu ngầm (a) Paul Langevin, (b) Robert William Boyle, (c) Hình ảnh mặt cắt của một dạng đầu dò thạch anh do Boyle thiết kế năm 1917, được ghi lại trong tài liệu BIR (Ban Sáng chế và Nghiên cứu) 38164/17

## Phát hiện tàu ngầm
Năm 1916 và 1917, Paul Langevin và Chilowsky đã nộp hai bằng sáng chế của Hoa Kỳ cho thấy máy dò tàu ngầm siêu âm đầu tiên sử dụng phương pháp tĩnh điện (tụ điện) cho một bằng sáng chế và tinh thể thạch anh mỏng cho bằng sáng chế kia. Khoảng thời gian mà tín hiệu truyền tới tàu ngầm đối phương và tiếng vọng trở lại tàu mà thiết bị được gắn trên đó được sử dụng để tính toán khoảng cách dưới mặt nước.
Năm 1916, ngài Ernest Rutherford, đang làm việc tại Vương quốc Anh cùng với cựu nghiên cứu sinh Tiến sĩ Robert William Boyle của Đại học McGill, tiết lộ rằng họ đang phát triển một máy dò áp điện bằng thạch anh để phát hiện tàu ngầm. Việc ứng dụng thành công áp điện trong việc tạo ra và phát hiện sóng siêu âm đã được Langevin tiếp tục phát triển.